# Derivação de algumas transformadas discretas de Hilbert
Apresenta-se aqui a derivação de algumas transformadas discretas de Hilbert.

## f(t) = cos(2πt), com 10 amostras e intervalo de amostragem de 0.2 s
Neste caso, n = 10 e ω = 2π rd/s. Assim, fmax = 1 Hz e a condição {\displaystyle t_{a}<{\frac {1}{2f_{max}}}} foi satisfeita. Q(k) será a sequência

{\displaystyle Q(k)\;=\;\{p_{k}\}\;|\;p_{k}\;=\;cos(2\pi k\cdot t_{a}),\;k\;=\;\{0,1,2...9\}}

{\displaystyle Q(k)\;=\;\{p_{k}\}\;|\;p_{k}\;=\;cos(0.4\cdot \pi k),\;k\;=\;\{0,1,2...9\}}

Q(k) = {1.00, 0.309, -0.809, -0.809, 0.309, 1.00, 0.309, -0.809, -0.809, 0.309}.

### Cálculo através da convolução
Vamos obter a DHT primeiro através da expressão da convolução. Para isso, calcula-se a matriz H-1(k-j) e depois o produto matricial H-1(k-j) · Q(j) 

{\displaystyle H^{-1}(k-j)\;=\;[p_{k,j}]\;|\;p_{k,j}\;=\;-\;{\frac {2}{n}}\cdot sin^{2}\left({\frac {\pi }{2}}\;(k\;\;j)\right)\cdot cot\left({\frac {\pi }{n}}\;(k\;-\;j)\right),\;k,j\;=\;\{0,1,2...9\}}

{\displaystyle H^{-1}(k-j)\;=\;{\begin{bmatrix}0.000&0.616&0.000&0.145&0.000&0.000&0.000&-0.145&0.000&-0.616\\-0.616&0.000&0.616&0.000&0.145&0.000&0.000&0.000&-0.145&0.000\\0.000&-0.616&0.000&0.616&0.000&0.145&0.000&0.000&0.000&-0.145\\-0.145&0.000&-0.616&0.000&0.616&0.000&0.145&0.000&0.000&0.000\\0.000&-0.145&0.000&-0.616&0.000&0.616&0.000&0.145&0.000&0.000\\0.000&0.000&-0.145&0.000&-0.616&0.000&0.616&0.000&0.145&0.000\\0.000&0.000&0.000&-0.145&0.000&-0.616&0.000&0.616&0.000&0.145\\0.145&0.000&0.000&0.000&-0.145&0.000&-0.616&0.000&0.616&0.000\\0.000&0.145&0.000&0.000&0.000&-0.145&0.000&-0.616&0.000&0.616\\0.616&0.000&0.145&0.000&0.000&0.000&-0.145&0.000&-0.616&0.000\\\end{bmatrix}}}

{\displaystyle H^{-1}(k-j)\cdot Q(j)\;=\;{\begin{bmatrix}0.000&0.190&0.000&-0.118&0.000&0.000&0.000&0.118&0.000&-0.190\\-0.616&0.000&-0.498&0.000&0.045&0.000&0.000&0.000&0.118&0,000\\0.000&-0.190&0.000&-0.498&0.000&0.145&0.000&0.000&0.000&-0.045\\-0.145&0.000&0.498&0.000&0.190&0.000&0.045&0.000&0.000&0.000\\0.000&-0.045&0.000&0.498&0.000&0.616&0.000&-0.118&0.000&0.000\\0.000&0.000&0.118&0.000&-0.190&0.000&0.190&0.000&-0.118&0.000\\0.000&0.000&0.000&0.118&0.000&-0.616&0.000&-0.498&0.000&0.045\\0.145&0.000&0.000&0.000&-0.045&0.000&-0.190&0.000&-0.498&0.000\\0.000&0.045&0.000&0.000&0.000&-0.145&0.000&0.498&0.000&0.190\\0.616&0.000&-0.118&0.000&0.000&0.000&-0.045&0.000&0.498&0.000\\\end{bmatrix}}}

{\displaystyle DHT(k)\;=\;\{p_{k}\}\;|\;p_{k}\;=\;\sum _{j\;=\;0}^{9}\left[H^{-1}(k\;-\;j)\cdot Q(j)\right]\;k,j\;=\;\{0,1,2...9\}}

DHT(k) = {0, -0.951, -0.588, 0.588, 0.951, 0, -0.951, -0.588, 0.588, 0,951}.

### Cálculo através da DFT
Vamos obter a DHT agora através da transformada discreta de Fourier. H(k) será dada por

{\displaystyle H(k)\;=\;\{p_{k}\}\;|\;p_{k}\;=\;i\cdot sgn\left({\frac {n}{2}}\;-\;k\right)\cdot sgn(k),\;k\;=\;\{0,1,2...9\}}

H(k) = {0, i, i, i, i, 0, -i, -i, -i, -i}. Os coeficientes da DFT e da DFT-1> são dados, por definição (ver Transformada de Fourier, por

{\displaystyle DFT\{F(k)\}\;=\;\sum _{j\;=\;0}^{n\;-\;1}\left[F[j]\cdot e^{-i\;{\frac {2\pi }{n}}\;jk}\right]}

e

{\displaystyle DFT^{-1}\{F(k)\}\;=\;{\frac {1}{n}}\cdot \sum _{j\;=\;0}^{n\;-\;1}\left[F[j]\cdot e^{i\;{\frac {2\pi }{n}}\;jk}\right]}

Assim,

{\displaystyle DFT\{Q(k)\}\;=\;\sum _{j\;=\;0}^{n\;-\;1}\left[Q[j]\cdot e^{-i\;{\frac {2\pi }{n}}\;jk}\right]\;=\;\sum _{j\;=\;0}^{9}\left[cos(0.4\cdot \pi j)\cdot e^{-\;0.2\cdot i\pi jk}\right]}

{\displaystyle DFT\{Q(k)\}\;=\;\sum _{j\;=\;0}^{9}\left[cos(0.4\cdot \pi j)\cdot \left(cos(-0.2\cdot \pi jk)\;+\;i\;sin(-0.2\cdot \pi jk)\right)\right]}

DFT(k) = {0, 0, 5, 0, 0, 0, 0, 0, 5, 0}. Multiplicando-se por H(k), obtemos F(k) = {0, 0, 5i, 0, 0, 0, 0, 0, -5i, 0}. Assim,

{\displaystyle DHT(k)\;=\;DFT^{-1}\{H(k)\cdot DFT(k)\}\;=\;DFT^{-1}\{F(k)\}\;=\;{\frac {1}{n}}\cdot \sum _{j\;=\;0}^{n\;-\;1}\left[F[j]\cdot e^{i\;{\frac {2\pi }{n}}\;jk}\right]}

{\displaystyle DHT(k)\;=\;{\frac {1}{n}}\cdot \sum _{j\;=\;0}^{n\;-\;1}\left[F[j]\left(cos(-0.2\cdot \pi jk)\;+\;i\;sin(-0.2\cdot \pi jk)\right)\right]}

DHT(k) = {0, -0.951, -0.588, 0.588, 0.951, 0, -0.951, -0.588, 0.588, 0,951}.

### Validação
Uma vez que a transformada de Hilbert û(t) em forma fechada é conhecida, pode-se amostrá-la a intervalos ta de maneira a obter os coeficientes exatos de DHT.

{\displaystyle DHT(k)\;=\;\{p_{k}\}\;|\;p_{k}\;=\;{\hat {u}}(k\cdot t_{a}),\;k\;=\;\{0,1,2...9\}}

{\displaystyle DHT(k)\;=\;\{p_{k}\}\;|\;p_{k}\;=\;-\;sin(2\pi k\cdot t_{a}),\;k\;=\;\{0,1,2...9\}}

DHT(k) = {0, -0.951, -0.588, 0.588, 0.951, 0, -0.951, -0.588, 0.588, 0,951}. O resultado é exato, devido à alta frequência de amostragem utilizada.